# Stade sportif sfaxien (basket-ball)
Le Stade sportif sfaxien est un club de basket-ball tunisien basé dans la ville de Sfax.

## Palmarès
| National                                                       |
| -------------------------------------------------------------- |
| - Championnat de division nationale B (1) : - Vainqueur : 2021 |